# 河野加奈子
河野 加奈子（こうの かなこ、1978年9月16日  - ）は、和歌山県出身の女性ソフトテニス選手。2003年の世界チャンピオン。

## 来歴
和歌山信愛女子短期大学附属高校-ナガセケンコー。ダブルスでのポジションは後衛。

## 四大国際大会戦績
- 1999世界ソフトテニス選手権　国別対抗団体戦第三位　シングルス三位
- 2001東アジア競技大会　国別対抗団体戦優勝　ダブルス三位（河野加奈子・濱中洋美）
- 2003世界ソフトテニス選手権　国別対抗団体戦第三位　シングルス優勝
- 2004アジアソフトテニス選手権　国別対抗団体戦優勝　ダブルス三位（河野加奈子・濱中洋美）シングルス準優勝

- 2005東アジア競技大会　国別対抗団体戦優勝　ダブルス三位（河野加奈子・濱中洋美）シングルス第三位

## 主な戦績
- 2003皇后賜杯全日本ソフトテニス選手権大会　第三位（河野・福田）
- 2004皇后賜杯全日本ソフトテニス選手権大会　ベスト8（河野・濱中）
- 2005皇后賜杯全日本ソフトテニス選手権大会　ベスト8（河野・濱中）

- 2005全日本インドアソフトテニス選手権　準優勝（河野・福田）
- 2005全日本インドアソフトテニス選手権　三位（河野・濱中）
- 2006全日本インドアソフトテニス選手権　三位（河野・濱中）

- 2005東京インドアソフトテニス選手権　優勝（河野・濱中）
- 2006東京インドアソフトテニス選手権　優勝（河野・濱中）

- 2000全日本シングルス選手権　第三位
- 2002全日本シングルス選手権　ベスト8
- 2003全日本シングルス選手権　優勝
- 2004全日本シングルス選手権　第三位
- 2005全日本シングルス選手権　第三位